# Croton yerbalium
Croton yerbalium är en törelväxtart som beskrevs av Robert Hippolyte Chodat och Emil Hassler. Croton yerbalium ingår i släktet Croton och familjen törelväxter. Inga underarter finns listade i Catalogue of Life.